# Sactoceras
Sactoceras is een geslacht van uitgestorven nautiloïde Cephalopoda, die tijdens het Ordovicium en Siluur leefde in wat Noord-Amerika, Europa en Azië zou worden.

## Taxonomie
Het geslacht Sactoceras werd benoemd door Hyatt (1884). De typesoort is Orthoceras richteri, Barrande, 1874, die afkomstig is uit de Ludlow-serie uit het Laat-Siluur van het Prague Basin in Tsjechië. Hyatt benoemde Sactoceras voor actinoceride soorten waarin sifunkel-segmenten veel in diameter waren verminderd ten opzichte van de diameter van de schaal, en merkte op dat 'de sifon ongeveer wordt gereduceerd met de leeftijd', die hij interpreteerde als een 'degraderende ouderdomskrimp'. Barrande (volgens Foord (1888)) beschouwde dit als een omkering van de eenvoudige sifunkel van de Orthoceratidae, wat zou kunnen worden opgevat als een aanwijzing voor een verwantschap met de Proteoceratidae. Evans (2000) beschouwde Sactoceras als een orthoceride en plaatste het in de Pseudorthoceratoidea (oorspronkelijk Pseudorthoceratacea) van Flower and Caster in 1935 en in de familie Sactoceratidae van Troedsson in 1926. De Pseudorthocerataceae wordt nu algemeen beschouwd als de afzonderlijke orde Pseuorthocerida, binnen de superorde Orthoceratoidea van Wade, 1988.

## Morfologie
Sactoceras is orthoconisch, in wezen recht van schaal. De dwarsdoorsnede van de schaal (of schelp) en die van de sifunkel zijn in wezen cirkelvormig. De schaal is middelgroot, bereikt een diameter van ongeveer vijfendertig millimeter en zet uit met een snelheid van ongeveer zes tot negen graden. Kamers zijn matig lang met septale afstand in de orde van een derde (1/3) van de schaaldiameter. Hechtingen zijn recht en dwars. De concave holte varieert van soort tot soort. De sifunkel staat centraal tot subcentraal in het vroege deel van de phragmocone, maar kan in latere groeifasen van het centrum afwijken. Segmenten worden uitgebreid, oplopend van diameters van ongeveer drie tot vier millimeter bij de septale foremina tot een maximale breedte van ongeveer twaalf tot veertien millimeter. Septale halzen zijn cyrtochoanitisch, naar buiten gebogen en liggend. Sifunkel-segmenten hebben in sommige gevallen een flauwe traanvormige omtrek, waarbij het smalle uiteinde naar de top wijst. Afzettingen van organisch calciet vormen zich op de septumformina, die naar voren uitsteken in de volgende kamer en de binnenkant van de sifunkel bekleden. Deze zijn meer continu aan de ventrale zijde van de sifunkel. Camerale afzettingen zijn ook uitgebreider in de ventrale helft van de phragmocon.